# Gemeinde Schaumboden
Die Gemeinde Schaumboden, benannt nach dem gleichnamigen Ort, ist eine ehemalige Gemeinde im Kärntner Bezirk Sankt Veit an der Glan, die 1850 eingerichtet und 1973 mit den Gemeinden Kraig und Obermühlbach zur Gemeinde Frauenstein vereinigt wurde.

## Gliederung
Die Gemeinde Schaumboden bestand aus den Katastralgemeinden Schaumboden, Dörfl und Steinbichl. Sie umfasste die römisch-katholischen Pfarren Steinbichl und Heilige Dreifaltigkeit am Gray zur Gänze und Teile der Pfarren Obermühlbach, Kraig, Sörg und St. Urban, sowie die auf Grundlage des Toleranzpatentes von 1781 im Jahr 1783 entstandene evangelische Pfarrgemeinde Eggen am Kraigerberg.

Die Gemeinde bestand aus folgenden Orten:
- Dörfl
- Eggen
- Gray
- Höffern
- Hörzenbrunn
- Innere Wimitz
- Kreuth
- Laggen
- Nußberg
- Predl
- Schaumboden
- Stammerdorf
- Steinbichl
- Stromberg
- Zwein

Bei den Volkszählungen von 1910 und 1923 wurde zur Gemeinde auch ein Teil von Zojach gerechnet, der 1923 aus einem Haus mit einem Einwohner bestand.

## Geschichte
Auf Grundlage des provisorischen Gemeindegesetzes von 1849 wurden in Kärnten „Ortsgemeinden“ geschaffen, die aus einer oder mehreren „vermessene[n] Katastral-Gemeinde[n]“ bestanden. 1850 „constitutiert[e]“ sich auf diese Weise die knapp 56 km² große Gemeinde Schaumboden über die Katastralgemeinden Schaumboden, Dörfl und Steinbichl. Für die 1850er sind Grundschulen, sogenannte Trivial- oder Elementarschulen
in Eggen, Dreifaltigkeit am Gray und Eggen bezeugt, die in den Jahren 1871, 1881 und 1887 öffentliche Volksschulen im Sinne des Reichsvolksschulgesetzes von 1869 wurden. Zwischen 1939 und Ende 1941 bildeten die Gemeinden Schaumboden und Obermühlbach eine „Verwaltungsgemeinschaft“. 1973 schließlich wurden „die Gemeinde Schaumboden [...], die Gemeinde Kraig und die Gemeinde Obermühlbach [...] zur Gemeinde Frauenstein vereinigt“, wie es das Gemeindestruktur-Verbesserungsgesetz bestimmte, wobei ein kleiner Teil der ehemaligen Gemeinde der Gemeinde Sankt Urban angeschlossen wurde.

## Bergbau
Das Gemeindegebiet verfügt über Magneteisenvorkommen um Dreifaltigkeit am Gray und Zwein. Jedoch wurden um Dreifaltigkeit am Gray in der Zeit des Bestehens der Gemeinde wohl nur „bergmännische[…] Auffahrungen“ betrieben, letztmals zwischen 1923 und 1927.
In Zwein hingegen bauten in den 1870er wohl eine später in den Besitz der Alpine Montangesellschaft übergegangene Gesellschaft und zwischen 1894 und 1903 der Brucker Baumeister Forabosco Erz ab.

## Bevölkerungsentwicklung
Für die Gemeinde Schaumboden liegen Einwohnerzahlen in Abständen von typischerweise zehn Jahren vor.
| Jahr | Einwohnerzahl | Häuser |
| ---- | ------------- | ------ |
| 1850 | 1125          |        |
| 1865 | 1391          |        |
| 1869 | 1334          | 212    |
| 1880 | 1242          |        |
| 1890 | 1207          |        |
| 1900 | 1133          | 201    |
| 1910 | 1044          |        |
| 1923 | 1016          | 169    |
| 1939 | 954           | 169    |
| 1951 | 851           | 154    |
| 1961 | 817           | 164    |
| 1971 | 620           | 158    |

## Bürgermeister

### 19. Jahrhundert
Die Bürgermeister der Gemeinde Schaumboden lassen sich im 19. Jahrhundert über Kirchenbücher, Zeitungsartikel und Amtskalender rekonstruieren.

#### Joseph Laßnigg, vulgo Writzer (1850–1862/63)
Laßnigg war „Besitzer der Wirtzerhube in Predel“ und der erste Bürgermeister von Schaumboden. Spätestens seit April 1863 war Laßnigg „der alte Writzer, Einwohner beim Blaßbauer in Schaumboden“, und Pfarrer Tanzenberger bezeichnete ihn im Gegensatz zu früher nicht mehr als Bürgermeister. Da nun Franz Leopold, den Tanzenberger 1865 Bürgermeister nannte, im März 1862 lediglich „Gemeindebeamter“ war, war der Wechsel von Laßnigg zu Leopold wohl 1862/63.

#### Franz Leopold, vulgo Balsbauer (1862/63–1875)
Leopold war „Gastwirt“, „Lehrer und Meßner“, und „Besitzer der Blasbauerhube“ nahe Dreifaltigkeit am Gray. Als Bürgermeister ist er in den Jahren 1865, 1870, 1872 und 1874 bezeugt.

#### Franz Ertl, vulgo Nußberger (1875–1885)
Ertl war „Besitzer des Gutes Nußberg“ und von 1875 bis zu seinem Tod im Mai 1885 Bürgermeister.

#### Josef Wölbitsch, vulgo Stachl (1885/87–1892)
Josef Wölbitsch, vulgo „Stachl in Nußberg“ wird seit 1887 im Klagenfurter Haus-, Geschäfts- und Adresskalender als Bürgermeister bezeugt.

#### Matthias Mitterer, vulgo Vostl (1892–1895)
Matthias Mitterer, vulgo „Vostl in Höffern“ war eine Amtsperiode Bürgermeister, wie der Klagenfurter Haus-, Geschäfts- und Adresskalender belegt.

#### Josef Wölbitsch, vulgo Stachl (1895–1901)
1895 wurde Wölbitsch, „der schon früher durch zwei Perioden dieses Amt [...] verwaltet hatte, einstimmig wiedergewählt“, wie die Zeitung Freie Stimmen berichtete.
Zwei Amtszeiten später ließ sich Wölbitsch aber „nicht mehr bewegen [...], dieses Amt weiter zu versehen, obgleich er im ersten Wahlgange einstimmig von allen Ausschüssen wiedergewählt wurde“, wie in den Freie Stimmen zu lesen war.

### 20. Jahrhundert
Brachmaier stellte 1991 die Amtszeiten der Bürgermeister für das 20. Jahrhundert zusammen.
- Lorenz Jannach, vulgo Fercher in Höffern (1901–1925)
- Johann Pleschutznig, vulgo Bachlhofer in Nußberg (1925–1927)
- Ludwig Kampl, vulgo Stadler in Schaumboden (1927–1939)
- Jakob Trampitsch, vulgo Assl in Predl (1939–1945)
- Franz Kampl, vulgo Nußberger in Nußberg (1945–1946)
- Karl Surtmann, vulgo Wrieser in Schaumboden (1946–1950)
- Roman Stingl, vulgo Josel in Steinbichel (1950–1958)
- Franz Schaffer, Schulleiter in Eggen am Kraigerberg (1958–1970)
- Rudolf Legat, Schulleiter in Dreifaltigkeit am Gray (1970–1972)